# Station Hutton Cranswick
Hutton Cranswick is een spoorwegstation van National Rail in Hutton Cranswick, East Riding of Yorkshire in Engeland. Het station is eigendom van Network Rail en wordt beheerd door Northern Rail. 

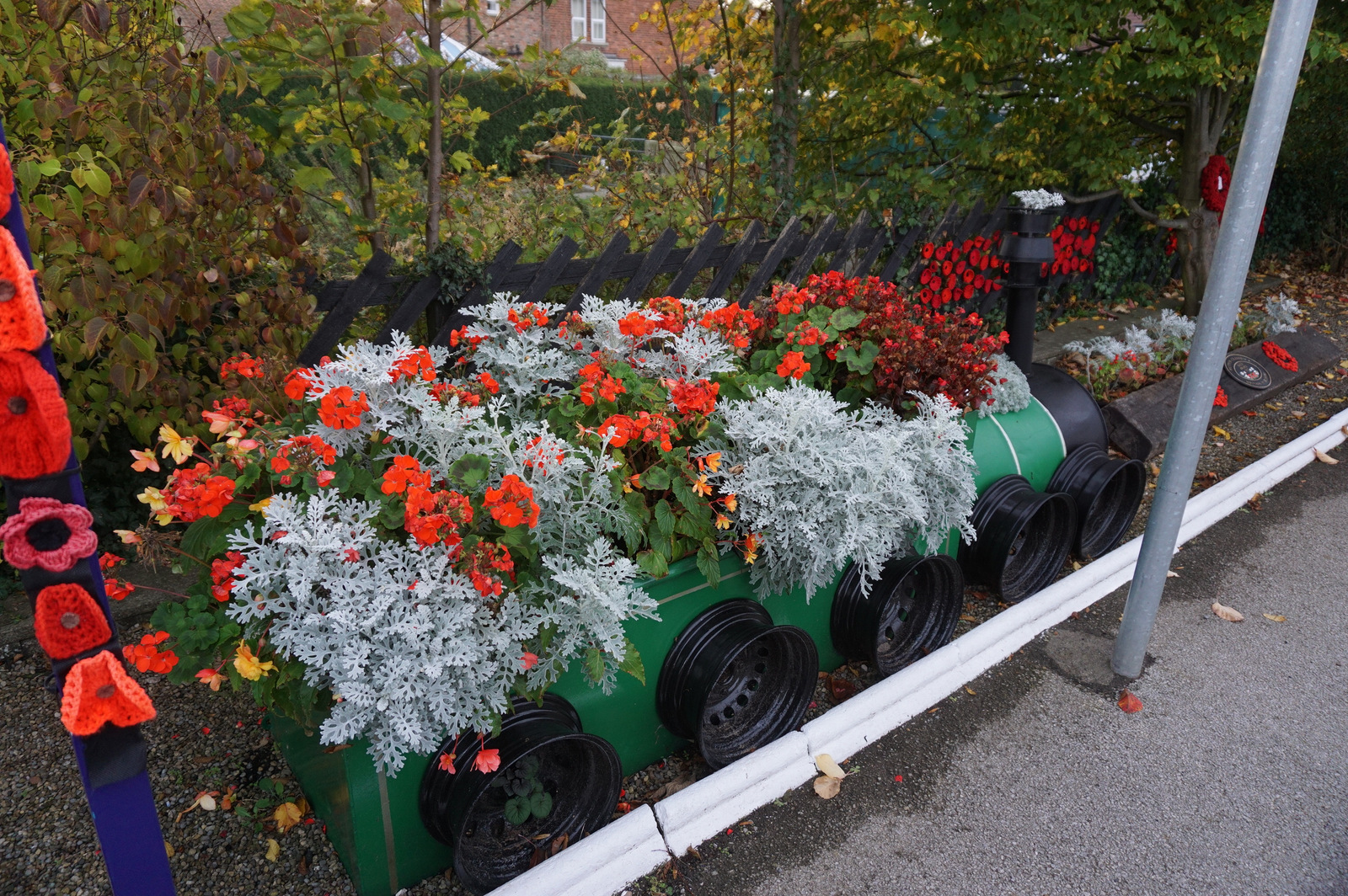
Decoratie op perron